# Syndrome d'éveil non répondant
Le syndrome d'éveil non répondant ou état végétatif chronique (EVC) est l'état d'une personne apathique, semblant ne plus échanger avec son environnement, ses fonctions cérébrales supérieures n'étant à aucun moment mobilisées. Le syndrome d'éveil non répondant se manifeste après les traumatismes crâniens les plus graves et dans les comas profonds. 
Cet état est différent de l'état de conscience minimal, également dénommé état pauci-relationnel (EPR), mais également du Locked-in syndrome ou syndrome de verrouillage

## Définition
Jusque dans les années 2010, l'absence de toute action volontaire et de toute réaction aux sollicitations amenait à parler d'état végétatif. Le changement de terminologie a été imposé par la connotation négative de cette appellation, caractère contredit par les nombreuses expériences montrant une activité cérébrale bien supérieure à ce que le patient en manifeste. Ce changement marque le début d'une évolution de la palette de soins qui peuvent être mis en œuvre, en les étendant au-delà du maintien des fonctions vitales.
Le syndrome d'éveil non répondant est un diagnostic très sombre si rien ne suggère la possibilité d'une évolution, mais la personne, en restant a priori réceptive aux stimuli, peut voir selon la qualité des soins sa qualité de vie accrue et connaître une relative amélioration de son état.

## Détection de la conscience
Le problème de l'existence ou non d'une conscience chez les patients non-répondants est crucial pour des raisons médicales et éthiques. En 2016, une analyse de la réponse du cerveau à des impulsions magnétiques permet de définir un « indice de complexité perturbationnelle » (PCI, pour  Perturbational Complexity Index) qui sépare les patients non répondants et inconscients (PCI < 0,31) des patients conscients, répondants ou non (PCI > 0,31),.

## Aspects médico-sociaux
En France
Selon une estimation du ministère de la santé, en 2014, il y avait environ  1 500 personnes en France dans un état végétatif chronique ou dans un état de conscience minimal. Les hôpitaux français comptent environ 1 100 lits consacrés à ces patients, répartis dans environ 130 unités de soins de six à dix lits. Les autres patients sont accueillis dans des structures différentes, mais aussi parfois à domicile. 
Sur le plan juridique, l'une des lois qui encadrent ces malades, est la loi relative aux droits des malades et à la fin de vie, dite loi Leonetti, qui a pour but notamment d'éviter l'acharnement thérapeutique pour des personnes qui auraient, par exemple, précédemment pris des dispositions, alors qu'elles étaient en bonne santé, sur le type de soins qu'elles voudraient ou ne voudraient pas, si elles devraient se retrouver dans cette situation, par notamment une directive anticipée.